# Mirco Colina
Mirco Dwight Tadeo Colina (nacido el 23 de mayo de 1990) es un futbolista internacional de Curazao que se desempeña en el terreno de juego como delantero; su actual equipo es el RKSV Centro Dominguito de la primera división del Fútbol de las Antillas Neerlandesas.

## Trayectoria
- RKV FC Sithoc  2010-2013
- RKSV Centro Dominguito  2013-presente